# شرط‌بندی اینترنتی

شرط‌بندی اینترنتی (انگلیسی: Online gambling) شامل پوکر، کازینو آنلاین و شرط‌بندی ورزشی است. اولین کازینو آنلاین در سال ۱۹۹۴ ایجاد شد. بسیاری از کشورها شرط‌بندی اینترنتی را تحریم و ممنوع کرده‌اند اما در برخی نقاط از کانادا، آمریکا و اکثر نقاط اروپا و حوزه کارائیب این عمل زیر نظر قانون قرار دارد.
شرط‌بندی اینترنتی یک فرآیند است که در آن شرکت‌ها یا افراد می‌توانند در سایت‌های شرط‌بندی آنلاین شرط‌های مختلفی را بر روی رویدادهای ورزشی، سیاسی، فرهنگی و دیگر زمینه‌ها بگذارند. این شرط‌بندی‌ها می‌تواند شامل پیش‌بینی نتیجه یک بازی ورزشی، برد یا باخت یک تیم، امتیازگیری، شرط بر دقت پیش‌بینی‌ها و بسیاری موارد دیگر باشد.
برای شرط‌بندی اینترنتی باید به یک سایت شرط‌بندی معتبر مراجعه کنند و یک حساب کاربری ایجاد کنند. سپس می‌توانند با استفاده از موجودی حساب خود شرط‌های خود را بگذارند. اکثر سایت‌های شرط‌بندی اینترنتی امکاناتی مانند نمایش آمار و اطلاعات مربوط به رویدادها، امکان شرط‌بندی زنده در حین انجام رویداد، و پیش‌بینی‌های مختلف را ارائه می‌دهند.
معاملات مالی مرتبط با شرط‌بندی اینترنتی می‌تواند به صورت آنلاین از طریق کارت‌های اعتباری، انتقال بانکی یا استفاده از سیستم‌های پرداخت الکترونیکی صورت بگیرد.
همانطور که در هر نوع شرط‌بندی دیگری وجود دارد، شرط‌بندی اینترنتی نیز دارای ریسک‌های خود است و باید به طور مسئولانه از آن استفاده شود. همچنین، برخی مناطق و کشورها ممکن است قوانین محدودیت‌هایی درباره شرط‌بندی اینترنتی داشته باشند که قبل از شرکت باید قوانین شرکت در این نوع بازی ها را مطالعه نمایید.

## قوانین سایت های شرط بندی
قوانین سایت‌های شرط‌بندی ممکن است بین سایت‌ها متفاوت باشد، اما در کلیت، این سایت‌ها دارای قوانین و شرایط استفاده است که کاربران باید آن‌ها را رعایت کنند. در زیر تعدادی از قوانین رایج که معمولاً در سایت‌های شرط‌بندی اینترنتی وجود دارند آورده شده است:
۱. سن: کاربران باید حداقل سن مجاز برای شرکت در فعالیت‌های شرط‌بندی را داشته باشند. معمولاً حداقل سن مورد قبول برای شرط‌بندی ۱۸ یا ۲۱ سال است، اما این مقدار ممکن است بسته به قوانین مربوط و محل سکونت شما متفاوت باشد.
۲. حساب کاربری: کاربران باید یک حساب کاربری ایجاد کنند تا بتوانند شرط‌های خود را بگذارند. اطلاعات شخصی دقیق و صحیحی باید در ایجاد حساب کاربری وارد شود و از به اشتراک گذاشتن اطلاعات حساب با دیگران باید خودداری شود.
۳. قوانین و شرایط: کاربران باید قوانین و شرایط استفاده از سایت را به دقت مطالعه و رعایت کنند. این شرایط شامل قوانین مربوط به شرط‌بندی، پرداخت و برداشت وجه، حقوق و تعهدات کاربران و سایر موارد است. بهتر است قبل از استفاده از سایت شرط‌بندی، این شرایط را به دقت مطالعه کنید.
۴. محدودیت‌ها و ممنوعیت‌ها: برخی سایت‌های شرط‌بندی ممکن است محدودیت‌ها و ممنوعیت‌هایی را برای شرط‌بندی در نقاط خاص اعمال کنند، مانند ممنوعیت شرط‌بندی در یک کشور خاص و ممنوعیت بازی
۵. ممنوعیت در مناطق محدود: برخی سایت‌های شرط‌بندی ممکن است برای برخی مناطق یا کشورها محدودیت‌هایی را اعمال کنند. به عنوان مثال، در برخی کشورها شرط‌بندی آنلاین غیرقانونی است و سایت‌های شرط‌بندی ممکن است اجازه استفاده از خدمات خود را به کاربران در آن کشور ندهند.
۶. محدودیت‌های سنی: علاوه بر حداقل سن مجاز برای شرط‌بندی، برخی سایت‌های شرط‌بندی ممکن است محدودیت‌های سنی دیگری را برای موارد خاص اعمال کنند. به عنوان مثال، برخی سایت‌ها ممکن است شرط‌بندی بر رویداد‌های ورزشی برای کاربران زیر ۲۱ سال را محدود کنند.
۷. مسئولیت کاربر: کاربران مسئولیت کامل برای استفاده از سایت و شرط‌بندی‌های خود دارند. آن‌ها باید از صحت اطلاعات، موجودی حساب، و پیش‌بینی‌های خود اطمینان حاصل کنند. همچنین، آن‌ها باید از رعایت قوانین مربوط به محرمانگی و استفاده غیرقانونی از سایت خودداری کنند.
۸. مسئولیت سایت: سایت‌های شرط‌بندی نیز معمولاً قوانینی را برای حفظ حقوق خود و کاربران تعیین می‌کنند. آن‌ها مسئولیت امنیت حساب‌های کاربری، حفظ حریم خصوصی و ارائه خدمات درست و صحیح را بر عهده دارند. 
۹. پرداخت و برداشت وجه: سایت‌های شرط‌بندی معمولاً قوانین و شرایط مشخصی برای پرداخت و برداشت وجه از حساب کاربران دارند. این شرایط ممکن است شامل مقادیر حداقلی و حداکثری برای پرداخت و برداشت، روش‌های پرداخت مجاز، محدودیت‌های زمانی و سایر موارد باشد. کاربران باید این قوانین را به دقت مطالعه و رعایت کنند.
۱۰. پیش‌بینی‌های غیرقانونی: سایت‌های شرط‌بندی عموماً ممنوعیتی برای پیش‌بینی‌های غیرقانونی دارند. این شامل پیش‌بینی‌های مربوط به تقلب و دستکاری در رویدادها، استفاده از اطلاعات داخلی غیرمجاز، و هرگونه فعالیت معاملاتی غیرقانونی است. کاربران باید این ممنوعیت‌ها را رعایت کنند و از هرگونه تقلب در شرط‌بندی خودداری کنند.
۱۱. مسئولیت قوانین محلی: کاربران باید قوانین و مقررات محلی خود را در نظر بگیرند. برخی مناطق و کشورها قوانین محدودیت‌هایی درباره شرط‌بندی اینترنتی دارند که باید رعایت شود. کاربران باید خود را با قوانین محلی آشنا کرده و از رعایت آن‌ها اطمینان حاصل کنند.
لطفاً توجه داشته باشید که این فقط مجموعه‌ای از قوانین و ممنوعیت‌های معمول است که در سایت‌های شرط‌بندی اینترنتی ممکن است وجود داشته باشد.
در دنیای امروزی وب سایتهای زیادی وجود دارند که در زمینه شرط بندی آنلاین خدمات ارائه می‌کنند 

## مدل‌های بازی در شرط‌بندی اینترنتی
در بستر شرط‌بندی اینترنتی، بازی‌ها و روش‌های متعددی برای شرکت در فرآیند شرط‌بندی وجود دارند که از نظر ساختار، هدف و الگوریتم مورد استفاده متفاوت هستند. به طور کلی، مدل‌های رایج در بازی‌های شرط‌بندی اینترنتی را می‌توان در چند دسته تقسیم‌بندی کرد:
1. بازی‌های مبتنی بر شانس کامل (Luck-Based): مانند بازی‌های اسلات، رولت یا لاتاری که نتایج آن‌ها به صورت کامل توسط مولد اعداد تصادفی (RNG) تعیین می‌شود.
2. بازی‌های مهارت‌محور (Skill-Based): مانند بازی پوکر که در آن مهارت بازیکن می‌تواند نقش قابل توجهی در نتیجه داشته باشد.
3. شرط‌بندی ورزشی و رویدادی: در این مدل، کاربران روی نتایج مسابقات ورزشی یا رویدادهای مختلف شرط‌بندی می‌کنند.
4. بازی‌های نموداری و الگوریتمی: گروهی از بازی‌های شرط‌بندی هستند که از روندهای گرافیکی و الگوریتمی برای تعیین نتیجه استفاده می‌کنند. این بازی‌ها معمولاً با گراف‌هایی همراه هستند که رفتار آن‌ها به صورت نمایی یا تابعی رشد کرده و کاربران باید در زمان مشخصی شرط خود را ببندند یا خارج شوند. تحلیل علمی ساختار این‌گونه بازی‌ها به بررسی مولفه‌های الگوریتمی آن‌ها، از جمله تولید اعداد شبه‌تصادفی، تابع نمایی رشد، تأثیر ضرایب در رفتار کاربر، و احتمال‌بندی شکست و پیروزی می‌پردازد. این ساختار می‌تواند از منظر ریاضی، روانشناسی رفتاری و طراحی بازی مورد بررسی قرار گیرد.[۲]